# Raïon de Tchernobyl
Le raïon de Tchernobyl (en ukrainien : Чорнобильський район ; transcription : Chornobyl’s’kyi raion et en russe : Чернобыльский район ; transcription : Chernobyl'skiy raion) est l'un des vingt-six raïons de l'oblast de Kiev dans le nord de la République socialiste soviétique d'Ukraine.
À la suite de la catastrophe nucléaire de Tchernobyl du 26 avril 1986, une grande partie des zones habitées ont été contaminées et ont dû être placées dans la zone d'exclusion de Tchernobyl. En raison de la perte massive de population et de l'établissement de la zone, le raïon est dissout le 16 novembre 1988 et les villes restantes sont placées dans le raïon d'Ivankiv.

## Géographie

Carte de l'oblast de Kiev avec les zones d'exclusions en rouge foncé (raïon de Tchernobyl) et en gris foncé (autres raïons). Le reste du raïon de Tchernobyl est montré en rouge pâle.

Le raïon de Tchernobyl était situé dans la partie nord de l'oblast de Kiev sous la république socialiste soviétique d'Ukraine, RSS de l'Union soviétique. Il était bordé par le réservoir de Kiev à l'est, le raïon de Vychhorod au sud, le raïon d'Ivankiv au sud-ouest, et le raïon de Poliske (en) à l'ouest, qui a lui aussi été dissout à la suite de la catastrophe nucléaire, mais seulement en 2020.
Le territoire de l'ancien raïon fait maintenant partie de celui d'Ivankiv. Avant sa dissolution, il occupait une superficie de 2 000 km2 et une population d'environ 44 000. La rivière Pripiat traverse le raïon avant de se jeter dans le réservoir de Kiev.

## Histoire
Dans le processus de réorganisation administrative de la RSS d'Ukraine, le raïon de Tchernobyl est créé en 1923 pour faire suite à l'ancien comté du même nom dans le gouvernement de Kiev. De 1923 à 1941, son centre administratif est la localité urbaine de Tchernobyl. En 1941, la localité est élevée au statut de ville à rang de raïon (en).
Le 16 novembre 1988, après la catastrophe nucléaire ayant eu lieu deux ans plus tôt, le Præsidium du Soviet suprême de la république socialiste soviétique d'Ukraine décide de dissoudre et de fusionner le raïon de Tchernobyl avec le raïon voisin d'Ivankiv,,. Les dernières localités encore habitées du raïon sont transférées en 1996 à l'administration du raïon d'Ivankiv.

## Divisions administratives

### Administration
Avant sa disparition, l'entité territoriale était composée d'un conseil municipal (miskrada), celui de Tchernobyl et 23 conseils ruraux (silrada), pour un total de 69 villages. Il y avait donc en tout 70 localités.
La ville de Prypiat, fondée en 1970 pour loger les travailleurs de la centrale nucléaire de Tchernobyl, était auparavant administrée par le raïon de Tchernobyl. En 1980, elle est élevée au statut de ville d'importance régionale, et n'a donc plus été administrée par le raïon, mais directement par l'oblast de Kiev.

### Localités
- À l'intérieur de la zone d'exclusion : Tchernobyl (siège administratif), Andriivka (en), Benivka, Buda, Bychky, Buriakivka, Chapaievka, Cherevach, Chistohalivka, Hlynka, Horodchan, Horodyshche, Illintsi, Ilovnytsia, Ivanivka, Kamianka, Kopatchi, Kosharivka, Koshivka, Kotsiubynske, Krasne (Masheve), Krasne (Tovstyi Lis), Kryva Hora, Kupuvate, Ladyzhychi, Leliv, Masheve, Nova Krasnytsia, Novoshepelychi, Novosilky, Opachychi (en), Otashiv, Paryshiv, Pliutovyshche, Rozizhdzhe, Rozsokha, Rudky, Rudnia-Illinetska, Rudnia-Veresnia, Stara Krasnytsia, Stari Shepelychi, Starosillia, Stechanka, Terekhy, Teremtsi, Tovstyi Lis, Usiv, Yampil, Yaniv (en) (administrée jusqu'en 1980 par la ville de Pripyat), Zalissia, Zamoshnia, Zapillia, Zymovyshche.
- En dehors de la zone d'exclusion : Dytiatky (en), Fruzynivka, Hubyn, Hornostaipil (en), Laputky, Medvyn, Strakholissya, Zoryn.